# Olkuska Fabryka Naczyń Emaliowanych
Olkuska Fabryka Naczyń Emaliowanych „Emalia” S.A. – przedsiębiorstwo założone w 1907 w Olkuszu, jako Akcyjne Towarzystwo Tłoczonych i Emaliowanych Wyrobów „Westen” Spółka Akcyjna. Towarzystwo zawiązali; Peter Westen (Austriak), Fryderyk Meisenholl (Niemiec) i Fryderyk Jakubiec (Czech), jednak to Peter Westen był głównym udziałowcem (rodzina Westenów miała 86 proc. udziałów w spółce). Obecnie duże centrum dystrybucyjno-produkcyjno–usługowe działające na terenie Olkusza.

## Historia
W roku 1922 w wyniku nacjonalizacji zmieniono statut działania przedsiębiorstwa i jego nazwę na „Olkusz” Fabryka Naczyń Emaliowanych Spółka Akcyjna. W 1928 roku fabryka zatrudniała ok. 2500 osób.
W 1948 roku zarządzeniem Ministra Przemysłu i Handlu zostaje przekształcona w przedsiębiorstwo państwowe pod nazwą Olkuska Fabryka Naczyń Emaliowanych Spółka Akcyjna. Zgodnie z decyzjami władz państwowych dotyczących specjalizacji zakładów przemysłowych, fabryka produkowała przede wszystkim naczynia emaliowane i aluminiowe.
W 1958 r. rozpoczęto okres rozbudowy i przebudowy fabryki, będący wynikiem pożaru w którym spłonęła 1/4 powierzchni produkcyjnej. W miejsce spalonej części zakładu wybudowano nowoczesne hale fabryczne dla emalierni, oraz zainstalowano nowe urządzenia m.in.: trawiator mechaniczny, piece do wypalania powłok emalierskich, prasy wielostopniowe. Wykonano dokumentację i urządzenia do produkcji taśmowej.
Na przełomie lat 60 i 70 XX w., w fabryce powstały pierwsze polskie pralki automatyczne, które skonstruowano na podstawie zakupionych pralek zachodnich. Produkcję jednak wstrzymano (powstało tylko 50 sztuk). Powstała tu też pierwsza w Polsce tłoczona wanna kąpielowa w 1964. Z czasem asortyment produkowany w OFNE rozszerzono o zlewozmywaki potrzebne do rozwijającego się budownictwa. Doszła też w 1971 produkcja dla wojska. Po mieście zaczęło wówczas krążyć powiedzenie – „jakich by człowiek stamtąd nie wyniósł części, po złożeniu zawsze wychodzi karabin”.
W latach 70 XX w., w zakładzie pracowało ok. 6 tys. pracowników.
Anegdota. Jeszcze w latach 80. uboczną produkcję OFNE stanowiły garnki do tutejszego specjału, czyli pieczonych ziemniaków (pieczonki, patrz przepis na lokalną potrawę) i nieodzowne do nich trójnogi. Jesienią fabryczne warsztaty produkowały w dużych ilościach …karmniki dla ptaków, za które dzieci z olkuskich szkół na zajęciach praktyczno-technicznych z reguły otrzymywały zasłużone piątki.
W 1992 roku od 1 kwietnia przedsiębiorstwo państwowe Olkuska Fabryka Naczyń Emaliowanych Spółka Akcyjna w Olkuszu, zostało przekształcone w jednoosobową spółkę Skarbu Państwa o nazwie: Olkuska Fabryka Naczyń Emaliowanych „Emalia” Spółka Akcyjna.
W 1993 roku, Rozporządzeniem Rady Ministrów z dnia 18 sierpnia Olkuska Fabryka Naczyń Emaliowanych „Emalia” S.A. została włączona do Programu Powszechnej Prywatyzacji poprzez Narodowe Fundusze Inwestycyjne w tzw. I transzy. W wyniku procesu alokacji akcje Spółki w dniu 12 września 1995 roku zostały wniesione do Narodowych Funduszy Inwestycyjnych. Pakiet wiodący objął VII NFI im. Kazimierza Wielkiego S.A.
W latach 1999–2002, prowadzono proces restrukturyzacji Spółki mający na celu dostosowanie struktury organizacyjnej i asortymentowej do aktualnych potrzeb rynkowych. Pełny pakiet akcji, Olkuskiej Fabryki Naczyń Emaliowanych „Emalia” SA, zakupił w 2002 prywatny inwestor – rodzina Cader – który doprowadził do restrukturyzacji oraz modernizacji zakładu.

## Kontrowersje
W 2008 r., z przekształcenia prywatnej spółki Emalia Olkusz sp. z.o.o (KRS: 0000084189), powołanej w 2002 i po wykreśleniu jej z KRS, powstała spółka o nazwie; Emalia Olkusz S.A (KRS 0000298230). Dwie firmy ze słowem Emalia, i nazwą miasta Olkusz, spowodowały zamieszanie na rynku co do prawa używania historycznego znaku towarowego „Olkusz” na swoich wyrobach. Prawo do znaku towarowego po zakupie pełnego pakietu akcji, posiadał tylko prywatny inwestor, właściciel Olkuskiej Fabryki Naczyń Emaliowanych „Emalia” SA.
Spółka, Emalia Olkusz S.A, z powodu długów w 2014 ogłosiła upadłość i uległa likwidacji. 23 lutego 2021 roku dokonano wpisu do rejestru KRS o wykreśleniu spółki Emalia Olkusz S.A z Krajowego Rejestru Sądowego.
Upadłość spółki Emalia Olkusz S.A spowodowała kolejne zamieszanie. Pojawiły się błędne publikacje w różnych mediach o upadku historycznej firmy; Olkuskiej Fabryki Naczyń Emaliowanych „Emalia” SA, i tym samym likwidacji produkcji jej wyrobów. W rzeczywistości ta spółka nigdy nie upadła.

## Stan obecny
Olkuska Fabryka Naczyń Emaliowanych „Emalia” S.A. to prywatny właściciel marki „Olkusz”, produkuje m.in. wanny, zlewozmywaki, brodziki, garnki, patelnie, naczynia, miski, brytfanny, kubki, pokrywki. Wszystkie produkty są sygnowane logotypem czerwonego czajnika z nazwą firmy i napisem Olkusz. Współpracuje z firmami; DuPont, Preussag, Krupp, Dr Shmitz-Appelt, August Läpple. Wyroby zakładu są eksportowane m.in. do krajów Europy Zachodniej, Skandynawii oraz krajów dawnego ZSRR.

Licząca już 115 lat tradycja produkcji naczyń emaliowanych przetrwała wiele przemian, nie tylko historycznych, a ich ciągła obecność na naszych stołach jest najlepszym świadectwem ich najwyższej jakości i ponadczasowego wzornictwa – podkreślał w sierpniu 2022 Paweł Cader, prezes olkuskiej Emalii.
Olkusz Nasze miasto.